# Almyracuma bacescui
Almyracuma bacescui is een zeekommasoort uit de familie van de Nannastacidae. De wetenschappelijke naam van de soort is voor het eerst geldig gepubliceerd in 2004 door Petrescu & Heard.